# Sphecodes bogotensis
Sphecodes bogotensis är en biart som beskrevs av Meyer 1922. Sphecodes bogotensis ingår i släktet blodbin, och familjen vägbin. Inga underarter finns listade i Catalogue of Life.